# هال هانسون
هال هانسون (بالإنجليزية: Hal Hanson)‏ هو لاعب كرة قدم أمريكية أمريكي، ولد في 18 نوفمبر 1895 في لاكروس في الولايات المتحدة، وتوفي في 1 أكتوبر 1973 في ساراسوتا في الولايات المتحدة.